# Municipio de Red Rock (Minnesota)
El municipio de Red Rock (en inglés: Red Rock Township) es un municipio ubicado en el condado de Mower en el estado estadounidense de Minnesota. En el año 2010 tenía una población de 747 habitantes y una densidad poblacional de 8,16 personas por km².

## Geografía
El municipio de Red Rock se encuentra ubicado en las coordenadas 43°43′5″N 92°52′7″O / 43.71806, -92.86861. Según la Oficina del Censo de los Estados Unidos, el municipio tiene una superficie total de 91.59 km², de la cual 91,59 km² corresponden a tierra firme y (0 %) 0 km² es agua.

## Demografía
Según el censo de 2010, había 747 personas residiendo en el municipio de Red Rock. La densidad de población era de 8,16 hab./km². De los 747 habitantes, el municipio de Red Rock estaba compuesto por el 99,2 % blancos, el 0,13 % eran asiáticos y el 0,67 % eran de una mezcla de razas. Del total de la población el 0,13 % eran hispanos o latinos de cualquier raza.